# Jackson County (Minnesota)
Jackson County is een county in de Amerikaanse staat Minnesota.
De county heeft een landoppervlakte van 1.817 km² en telt 11.268 inwoners (volkstelling 2000). De hoofdplaats is Jackson.

## Bevolkingsontwikkeling

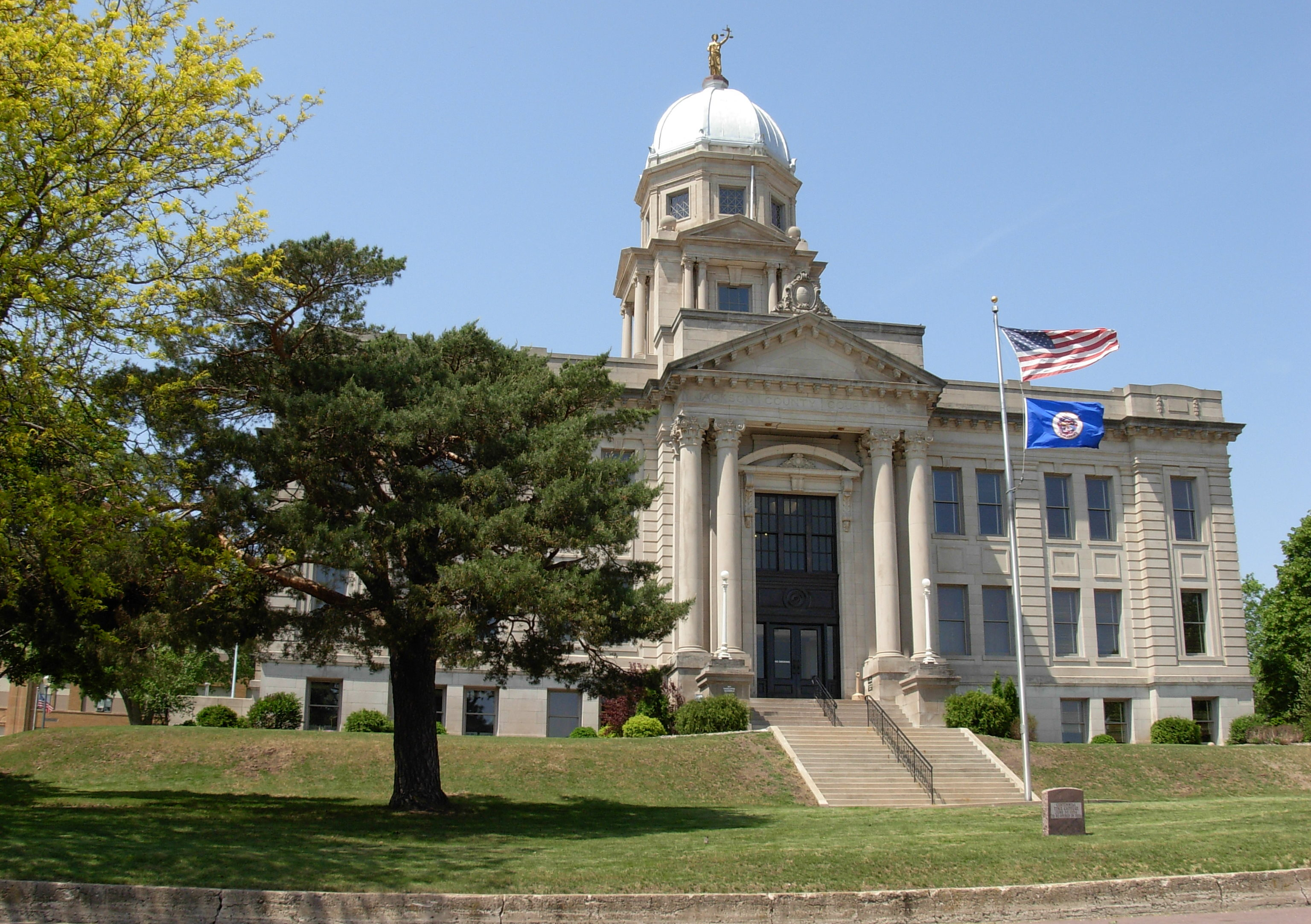
Jackson County Courthouse